# Andreas Schramm (Musiker)

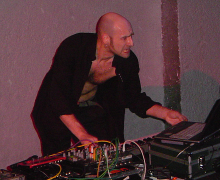
Andreas Schramm (Asche, live 2006)

Andreas Schramm ist ein deutscher Musiker. 
Er ist Initiator, Mitbegründer und Mitglied mehrerer Gruppen und Projekte, die zur Industrial-Musik gehören. Unter dem Namen Asche realisiert er ein Ein-Mann-Projekt im Bereich Rhythm ’n’ Noise.

## Musikalischer Werdegang
1989 gründeten Andrea Börner, Andreas Schramm und Phillip Münch die Industrial-Gruppe „Ars Moriendi“ und zur Veröffentlichung der Musik von Ars Moriendi das Label „Fich-Art“. Spätere Mitglieder der Gruppe waren Sven Pügge, Tim Kniep und Urs Münch. Die Gruppe veröffentlichte auch bei den Labels „Ant-Zen“ und „Pflichtkauf“.
Das Projekt „Templegarden's“ wurde 1993 von Phillip Münch und Andreas Schramm gegründet, 1995 kam Andrea Börner dazu. Später wurden zu den Live-Performances und Studioaufnahmen weitere Musiker hinzugezogen. Der Stil ist Dark Ambient und Ritual zuzuordnen. 
Die Gruppe „KYAM“ wurde aus Stefan Rossow (Konvergenz), Wolfgang Neven (Y-Ton-G), Andreas Schramm (Asche) und Andrea Börner (Morgenstern) gebildet.
„Monokrom“ besteht aus Andrea Börner, Andreas Schramm, Barbara „Babsi“ Teichner, Phillip Münch und Tim Kniep.
„Morgenstern“ war zunächst ein Projekt von Andrea Börner, seit den Aufnahmen zum Album Two Different Faces (2005) gehört Andreas Schramm zum Projekt.

## Diskographie

### Asche
- Non Apocalypse, MC, Fich Art, 1993
- Non Apocalypse, cd, Functional, 1994
- Split mit Morgenstern, LP, Ant-Zen (act40), 1996
- Asche, MC, 1998
- Split mit Templegarden's, 10", Spectre, 1998
- Recycling art, CD / Boxset, Nuit et Brouillard, 2000
- Distorted Disco, CD, Ant-Zen (act105), 2000
- Distorted DJ, 2xCD / 2x12", Ant-Zen (act145 / act145.4), 2003
- Scenes from a Galton's Walk, Split mit Synapscape, CD, Ant-Zen (act 192), 2006
- The Easter Island Phenomenon 2010

### Alben mit Gruppen
Ars Moriendi
- Schlachtgesänge, Fich-Art, 1991
- Freudentränen, Fich-Art, 1992
- Live At Maschinenfest 2002, Pflichtkauf, 2003

Templegarden's
- Pornografia, Fich-Art, 1997
- Done Rooms, Ant-Zen, 2002

KYAM
- Raumwelten, Fich-Art, 2001

Monokrom
- Monokrom, Ant-Zen, 2001
- Mummies Of Noise, Fich-Art, 2008
- One Fine Day In The Pyramid, Ant-Zen, 2008

Morgenstern
- Two Different Faces, Ant-Zen, 2005